# Ranitomeya
Ranitomeya es un género de anfibios anuros de la familia de ranas venenosas Dendrobatidae. Las especies del género se encuentran en Sudamérica; distribuidas por las regiones amazónicas y del piedemonte de los Andes de Panamá, Colombia, Ecuador, Perú, Brasil, la Guayana Francesa y posiblemente Bolivia.

## Especies

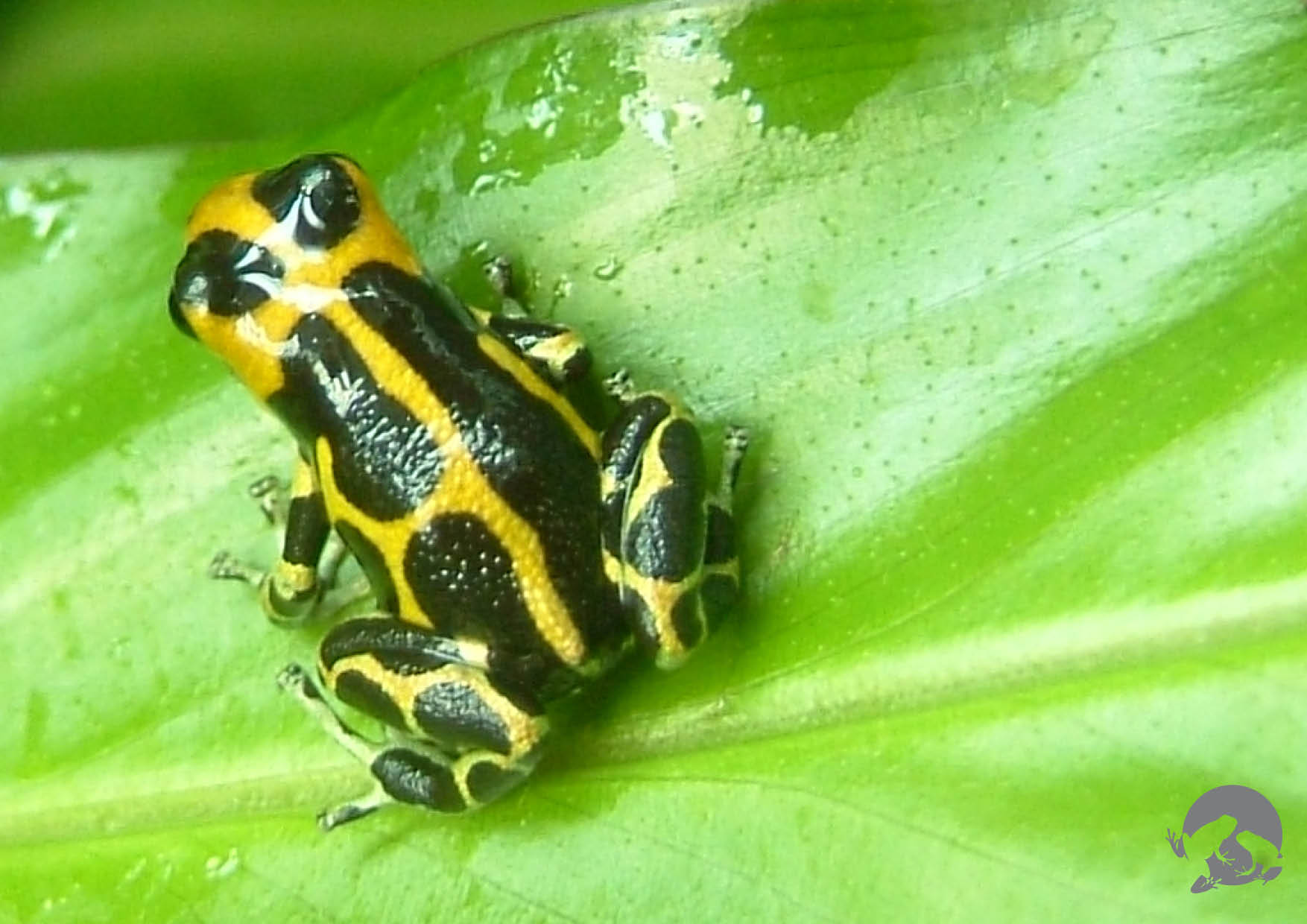
Ranitomeya imitator

Se reconocen las siguientes especies según ASW:
- Ranitomeya aetherea Koch, Mônico, Dayrell, Ferreira, Dantas, Moravec & Lima, 2025[2]
- Ranitomeya aquamarina Mônico, Koch, Dayrell, Moravec & Lima, 2025[3]
- Ranitomeya amazonica (Schulte, 1999)
- Ranitomeya benedicta Brown, Twomey, Pepper & Sanchez-Rodriguez, 2008
- Ranitomeya cyanovittata Pérez-Peña, Chávez, Twomey & Brown, 2010
- Ranitomeya defleri Twomey and Brown, 2009
- Ranitomeya fantastica (Boulenger, 1884)
- Ranitomeya flavovittata (Schulte, 1999)
- Ranitomeya imitator (Schulte, 1986)
- Ranitomeya reticulata (Boulenger, 1884)
- Ranitomeya sirensis (Aichinger, 1991)
- Ranitomeya summersi Brown, Twomey, Pepper & Sanchez-Rodriguez, 2008
- Ranitomeya toraro Brown, Caldwell, Twomey, Melo-Sampaio & Souza, 2011
- Ranitomeya uakarii (Brown, Schulte & Summers, 2006)
- Ranitomeya vanzolinii (Myers, 1982)
- Ranitomeya variabilis (Zimmermann & Zimmermann, 1988)
- Ranitomeya ventrimaculata (Shreve, 1935)
- Ranitomeya yavaricola Pérez-Peña, Chávez, Twomey & Brown, 2010

Y además,  incertae sedis :
- "Dendrobates" rubrocephalus Schulte, 1999